# Long Lake (sjö i Antarktis, lat -66,99, long 142,67)
Long Lake är en sjö i Antarktis. Den ligger i Östantarktis. Australien gör anspråk på området.